# أولاد فارس (المغرب)
أولاد فارس هي قرية في إقليم سطات ضمن جهة الشاوية ورديغة بالغرب المغربي. كان مجموع عدد سكان الجماعة القروية أولاد فارس 11.961 نسمة.(تعداد السكان الرسمي 2004)